# DFS 193
A DFS 193 a Német Vitorlázórepülő Kutatóintézet (DFS) faroknélküli kísérleti repülőgépének terve volt az 1930-as évek második felében, melyet Alexander Lippisch dolgozott ki. A gépet megfigyelő repülőgépnek szánták, de nem építették meg.
A géppel a faroknélküli elrendezésben rejlő konstrukciós lehetőségeket akarták vizsgálni. Eredetileg katonai megfigyelő repülőgépnek szánták. Ehhez a magasan elhelyezett szárny jó kilátást biztosított volna a kétfős személyzetnek. A gépet egy 179 kW-os (240 LE) Argus As 10 C motorral tervezték felszerelni. Csak a gép teljes nagyságú modellje készült el, amellyel 1936-ban a göttingeni Aerodinamikai Laboratóriumban (AVA – Aerodynamische Versuchsanstalt) szélcsatorna-kísérleteket végeztek. Ezek a vizsgálatok azt mutatták, hogy a faroknélküli elrendezés  nem mutat jobb aerodinamikai tulajdonságokat, mint a hagyományos aerodinamikai elrendezés. Ezért a gép fejlesztésével 1938-ban felhagytak. A gép gyártását eredetileg a hallei Siebel repülőgépgyárban tervezték,  de egy példánya sem készült el.

## Műszaki adatok (tervezett)
- Hossz: 5,97 m
- Szárnyfesztáv: 11,06 m
- Magasság: 3,1 m
- Szárnyfelület: 17,08 m²
- Üres tömeg: 750 kg
- Maximális felszálló tömeg: 1065 kg
- Motor: 1 db Argus As 10 C V8 hengerelrendezésű, léghűtéses benzinmotor
- Motorteljesítmény: 179 kW (240 LE)